# Darkhan (thành phố)
Darkhan (tiếng Mông Cổ: Дархан, nghĩa là thợ rèn) là thành phố lớn thứ ba tại Mông Cổ và đồng thời cũng là tỉnh lị của tỉnh Darkhan-Uul. Dân số thành phố vào năm 2007 là 74.300 người.

## Lịch sử
Thành phố bắt đầu được xây dựng từ ngày 17 tháng 10 năm 1961 với sự giúp đỡ rộng rãi về mặt tài chính của Liên Xô. Tên của thành phố ngụ ý rằng nó từng được quy hoạch để trở thành một địa điểm chế tạo tại miền bắc Mông Cổ. Thành phố hiện vẫn là một khu vực công nghiệp chính và là nơi sinh sống của khoảng 82% dân số trong tỉnh. Với một tỷ lệ đô thị hóa cao, khoảng 86% dân số thành phố sinh sống trong các căn hộ, phần còn lại sống trong các yurt, hay còn gọi là ger, một loại nhà truyền thống hình tròn tại nogiaj vi thành phố. Thành phố có mối quan hệ gần gũi với Nga và vẫn còn một tỉ lệ khá lớn người dân có thể sử dụng tiếng Nga như ngôn ngữ bản địa.

## Khí hậu
Darkhan nằm trên ranh giới của khí hậu lục địa ẩm (Dwb), và mang các nét đặc trưng hơn của khí hậu cận Bắc cực (Dwc) của khu vực miền bắc Mông Cổ, vốn ngự trị tại các vùng cao hơn xung quanh thành phố, và nằm sát mép ranh giới của khí hậu bán khô hạn (BSk). Ba loại hình khí hậu đặc trưng này đan xen với nhau tại khu vực biên giới giữa Mông Cổ, Nga và Kazakhstan. Khu vực thành phố vô cùng lạnh và khô vào mùa đông; tuy nhiên khí hậu vào mùa hè ấm hơn và ẩm hơn.

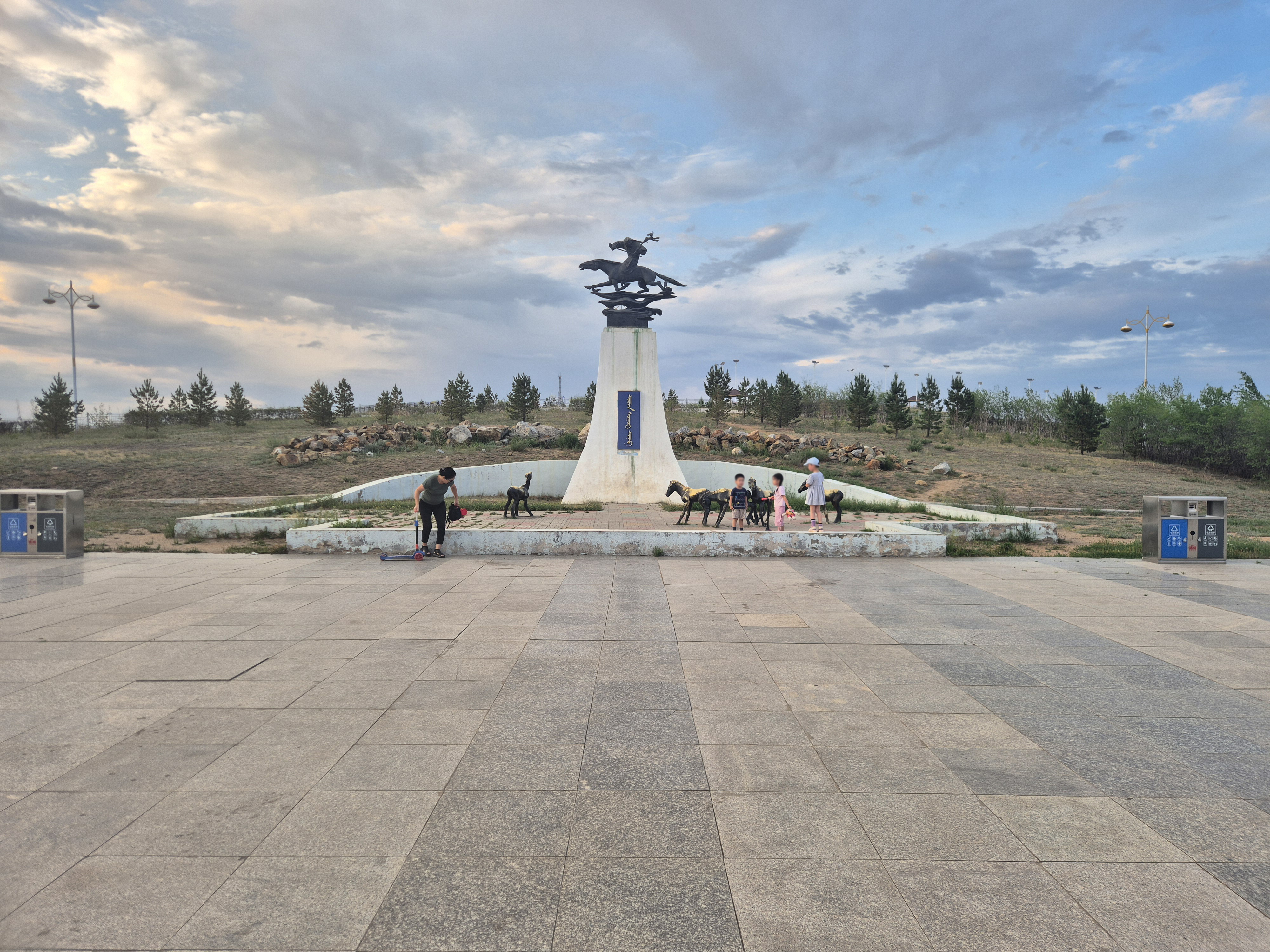
Đài kỷ niệm mã đầu cầm

| Dữ liệu khí hậu của Darkhan             | Dữ liệu khí hậu của Darkhan | Dữ liệu khí hậu của Darkhan | Dữ liệu khí hậu của Darkhan | Dữ liệu khí hậu của Darkhan | Dữ liệu khí hậu của Darkhan | Dữ liệu khí hậu của Darkhan | Dữ liệu khí hậu của Darkhan | Dữ liệu khí hậu của Darkhan | Dữ liệu khí hậu của Darkhan | Dữ liệu khí hậu của Darkhan | Dữ liệu khí hậu của Darkhan | Dữ liệu khí hậu của Darkhan | Dữ liệu khí hậu của Darkhan |
| Tháng                                   | 1                           | 2                           | 3                           | 4                           | 5                           | 6                           | 7                           | 8                           | 9                           | 10                          | 11                          | 12                          | Năm                         |
| --------------------------------------- | --------------------------- | --------------------------- | --------------------------- | --------------------------- | --------------------------- | --------------------------- | --------------------------- | --------------------------- | --------------------------- | --------------------------- | --------------------------- | --------------------------- | --------------------------- |
| Trung bình ngày tối đa °C (°F)          | −16 (3)                     | −12 (10)                    | 1 (34)                      | 11 (52)                     | 19 (66)                     | 24 (75)                     | 26 (79)                     | 24 (75)                     | 18 (64)                     | 9 (48)                      | −3 (27)                     | −13 (9)                     | 7.3 (45.1)                  |
| Tối thiểu trung bình ngày °C (°F)       | −28 (−18)                   | −26 (−15)                   | −15 (5)                     | −4 (25)                     | 3 (37)                      | 10 (50)                     | 13 (55)                     | 12 (54)                     | 3 (37)                      | −5 (23)                     | −16 (3)                     | −25 (−13)                   | −6.5 (20.3)                 |
| Lượng Giáng thủy trung bình mm (inches) | 5 (0.2)                     | 4 (0.2)                     | 6 (0.2)                     | 13 (0.5)                    | 22 (0.9)                    | 63 (2.5)                    | 92 (3.6)                    | 82 (3.2)                    | 41 (1.6)                    | 15 (0.6)                    | 8 (0.3)                     | 6 (0.2)                     | 357 (14.1)                  |
| Số ngày giáng thủy trung bình           | 4                           | 3                           | 4                           | 6                           | 8                           | 12                          | 15                          | 15                          | 9                           | 6                           | 5                           | 5                           | 92                          |
| Nguồn:                                  |                             |                             |                             |                             |                             |                             |                             |                             |                             |                             |                             |                             |                             |

## Văn hóa
Tu viện Kharagiin là một công trình tại một nơi đẹp đẽ ở khu đô thị cũ; trong những năm gần đây nơi này đã tái hồi phục thành một tu viện Phật giáo.
Thêm vào đó, thành phố còn có Bảo tàng Darkhan-Uul. Bảo tàng này cũng được gọi là Bảo tàng Nghệ thuật dân gian truyền thống, có một bộ sưu tập các hiện vật khảo cổ, trang phục truyền thống, tạo tác tôn giáo, và các loài sinh vật cổ được nhồi bên trong để trở nên sinh động hơn.
Thành phố có một đài kỷ niệm của mã đầu cầm, nhạc cụ biểu tượng của người Mông Cổ.

## Giáo dục
Darkhan là trung tâm giáo dục lớn thức hai tại Mông Cổ, do vậy trìnhh độ giáo dục của cư dân thành phố rất cao so với mặt bằng của cả nước. Hàng trăm sinh viên đến Darkhan học tập từ những khu vực khác nhau tại Mông Cổ. Hiện nay trong tỉnh Darkhan Uul có 10 cơ sở giáo dục bậc cao, 25 trường trung học, 14 trường mẫu giáo, Viện Quản lý và Phát triển, Trung tâm Phát triển Thương mại Địa phương và Viện Nghiên cứu huấn luyện nông nghiệp và khoa học cây trồng.

## Thành phố đối tác
Darkhan hợp tác với:
| Thành phố    | Tỉnh/bang      | Quốc gia |
| ------------ | -------------- | -------- |
| Dimitrovgrad | Haskovo        | Bulgaria |
| Zeitz        | Sachsen-Anhalt | Đức      |
| Irving       | Texas          | Hoa Kỳ   |
| Kaposvár     | Somogy         | Hungary  |
| Ulan-Ude     | Buryatia       | Nga      |